# وت

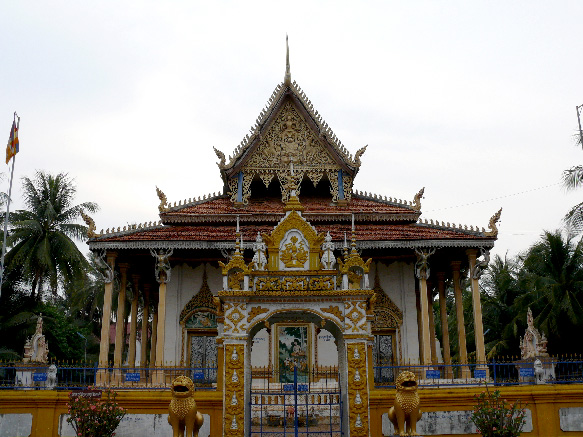
وت

وَت یک صومعه در تایلند، کامبوج یا لائوس است که نام آن از زبان سانسکریت: वाट به معنی محفظه گرفته شده است.

## نگارخانه

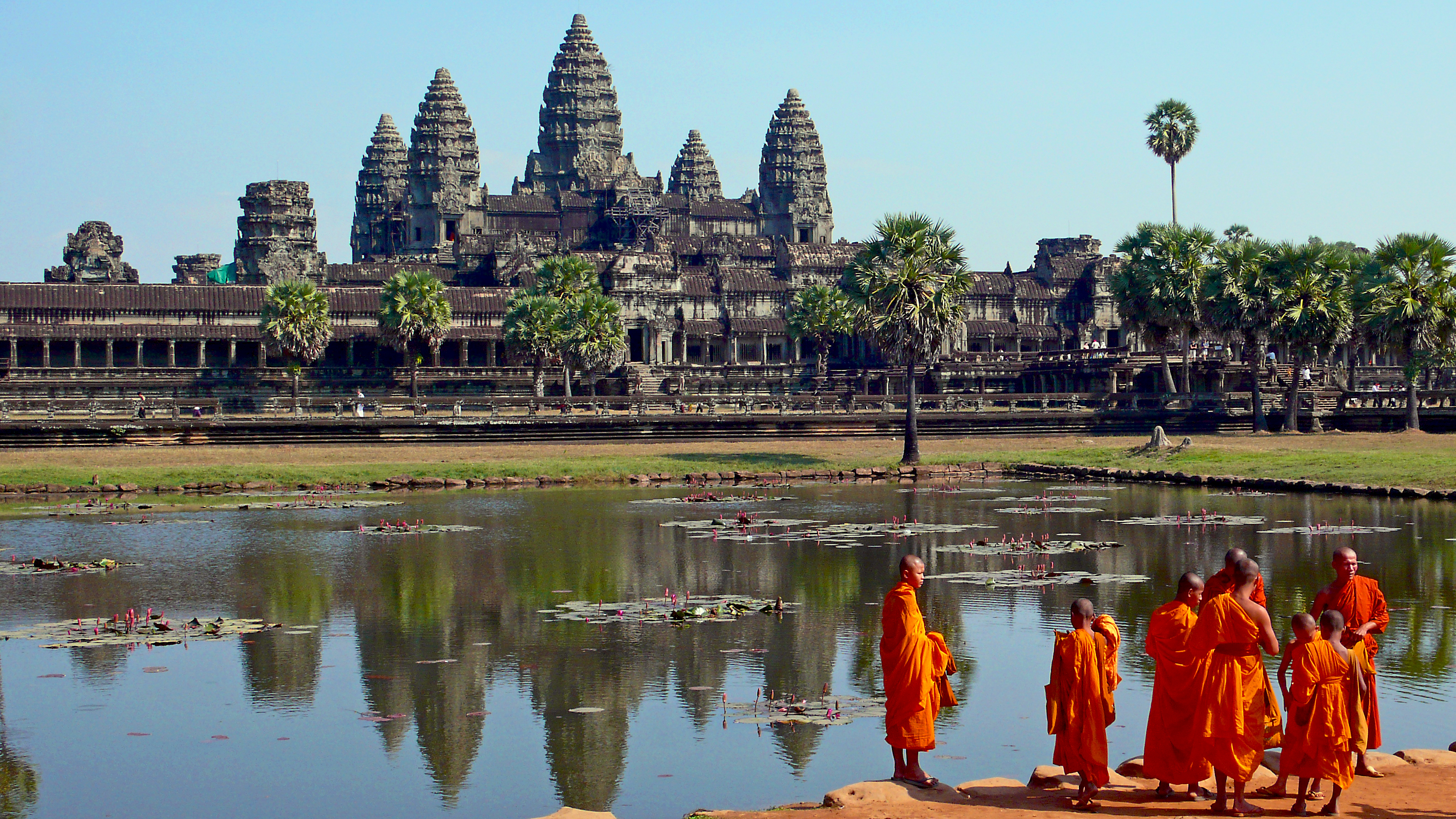
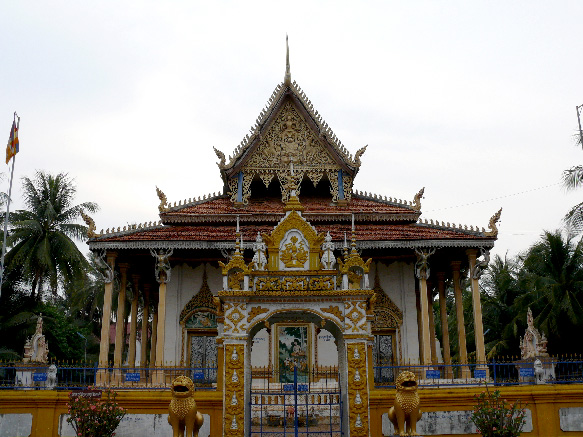
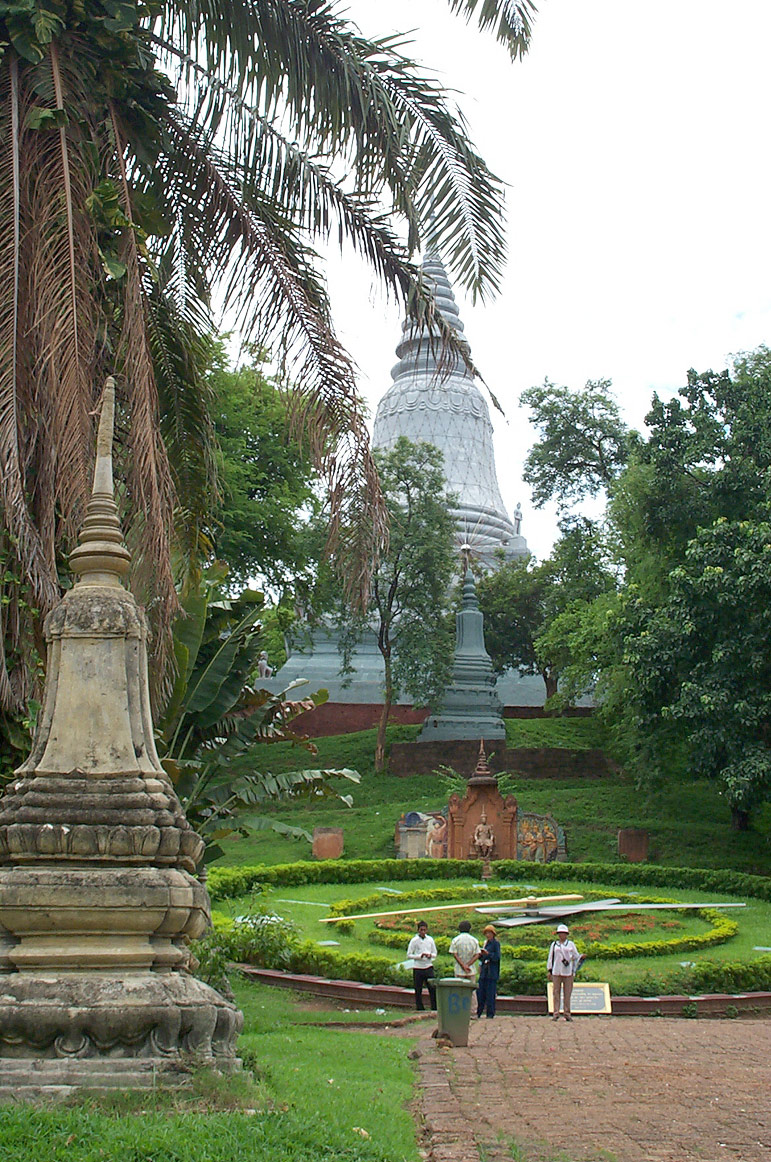
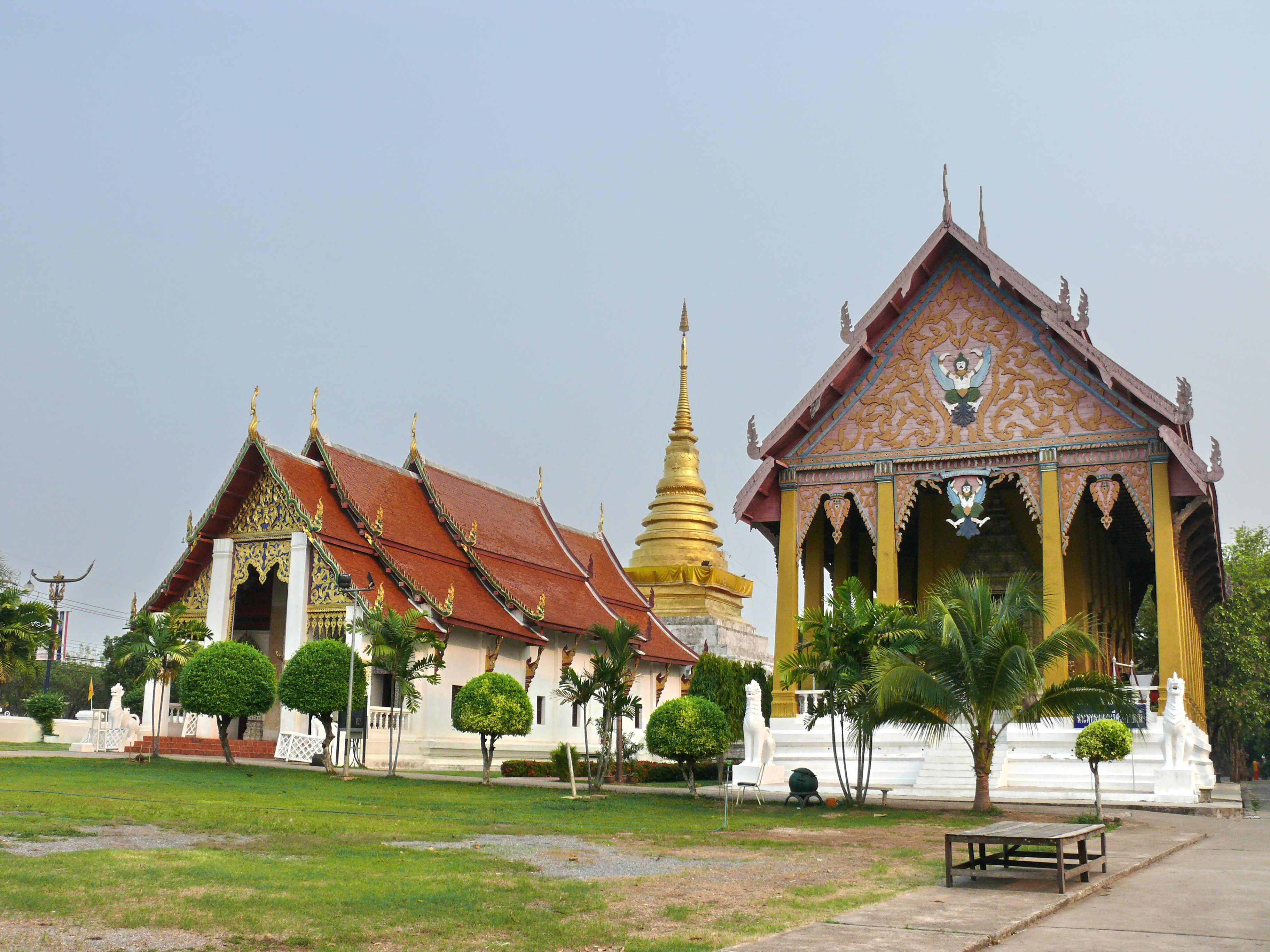
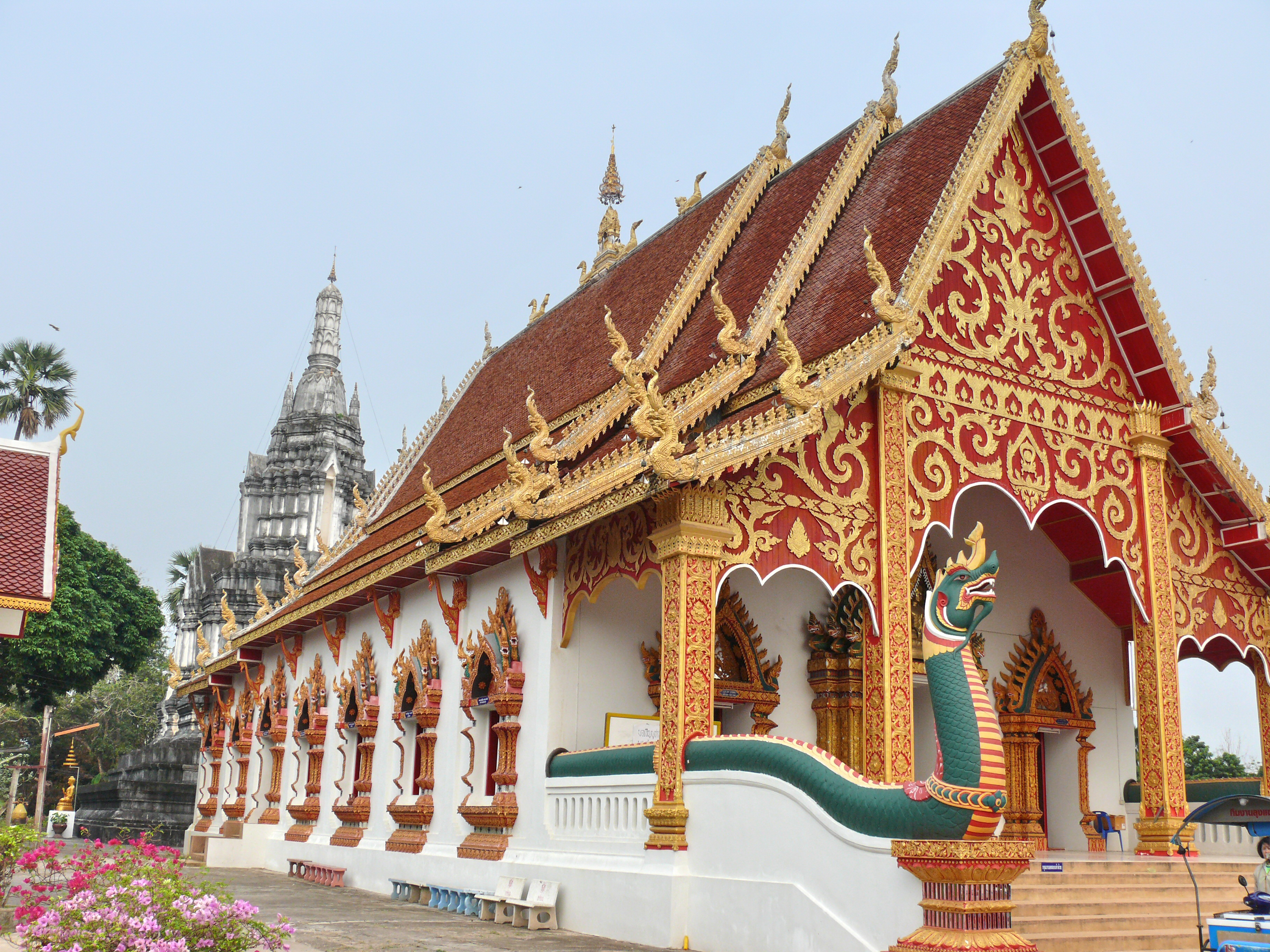
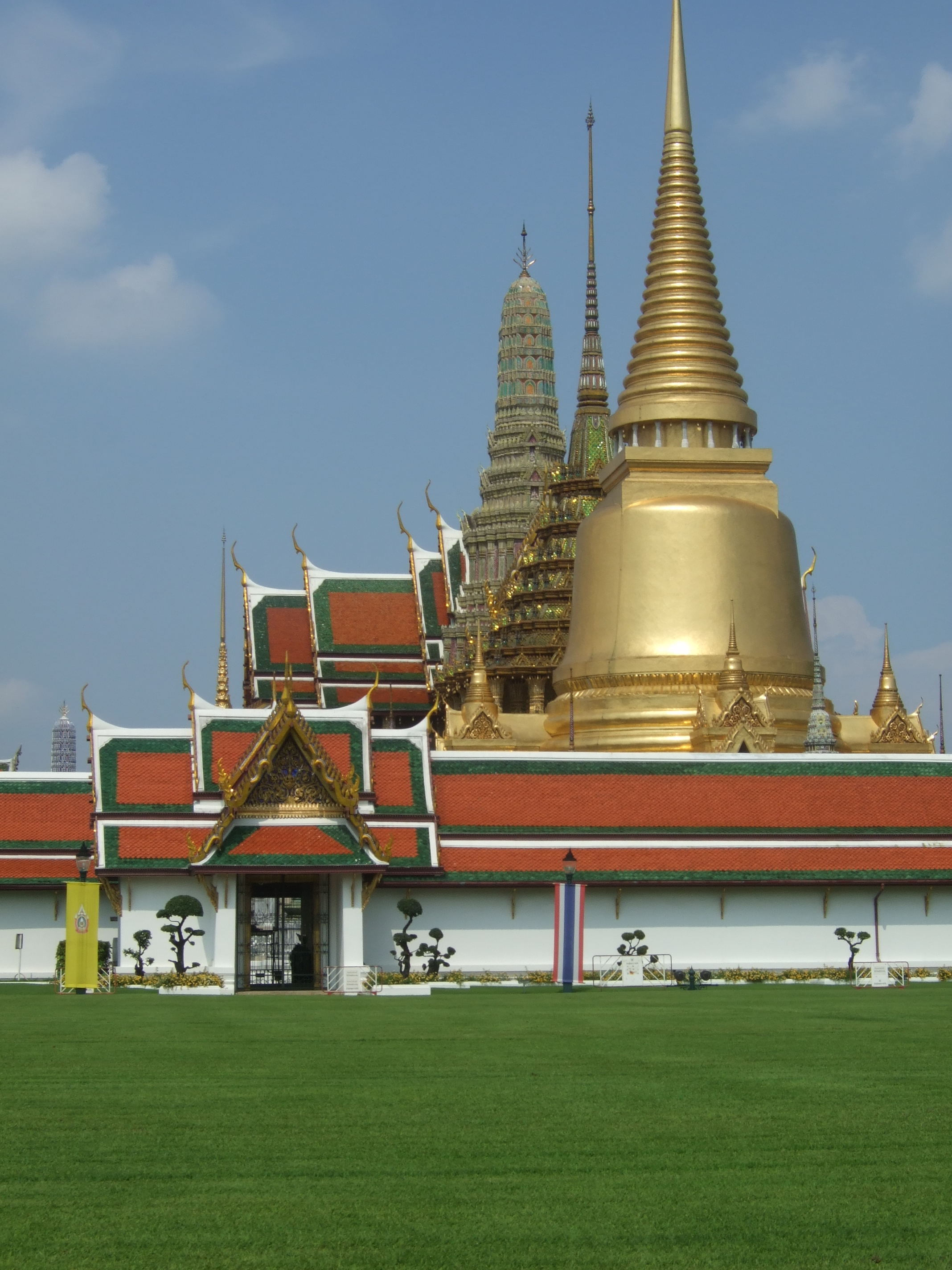
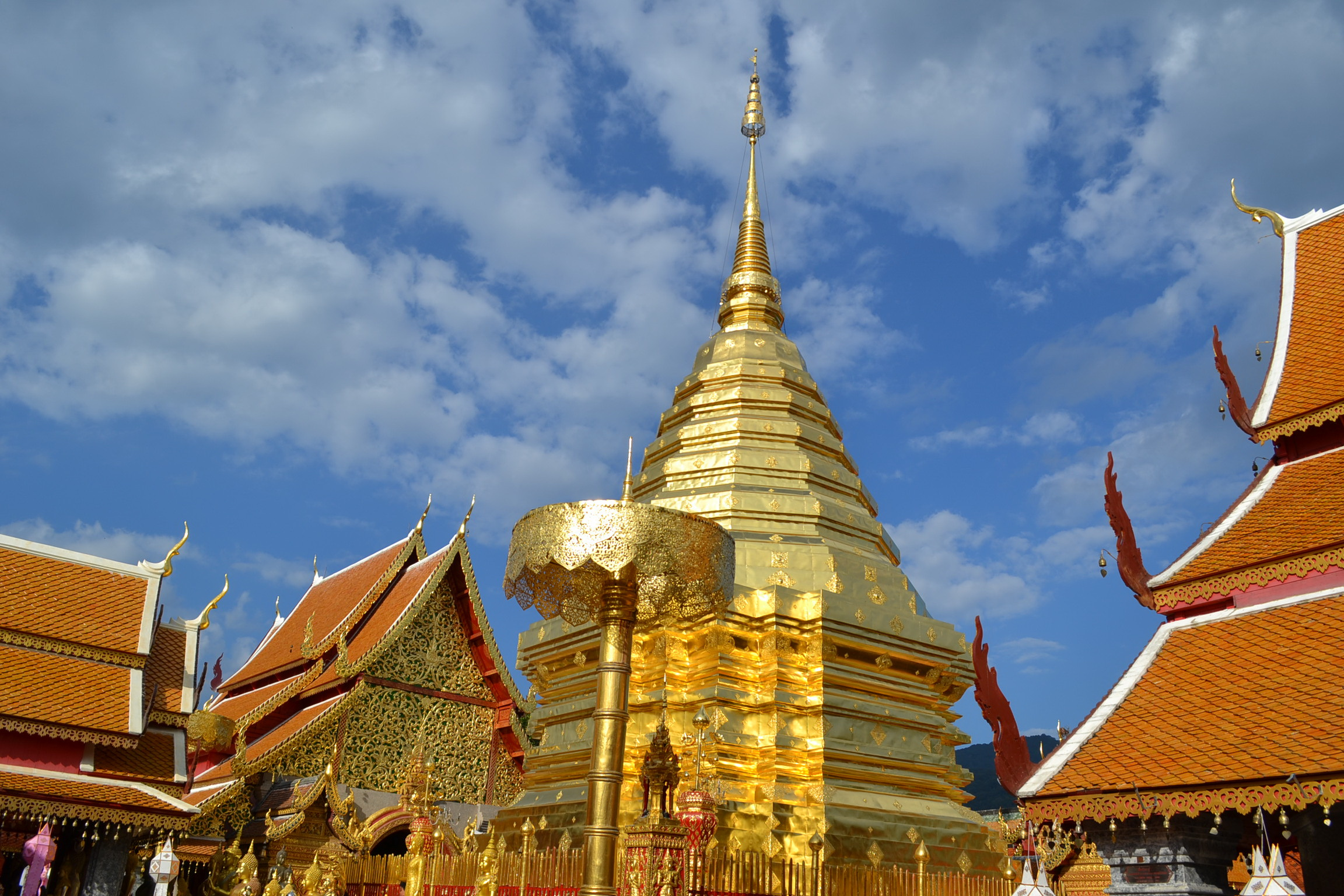
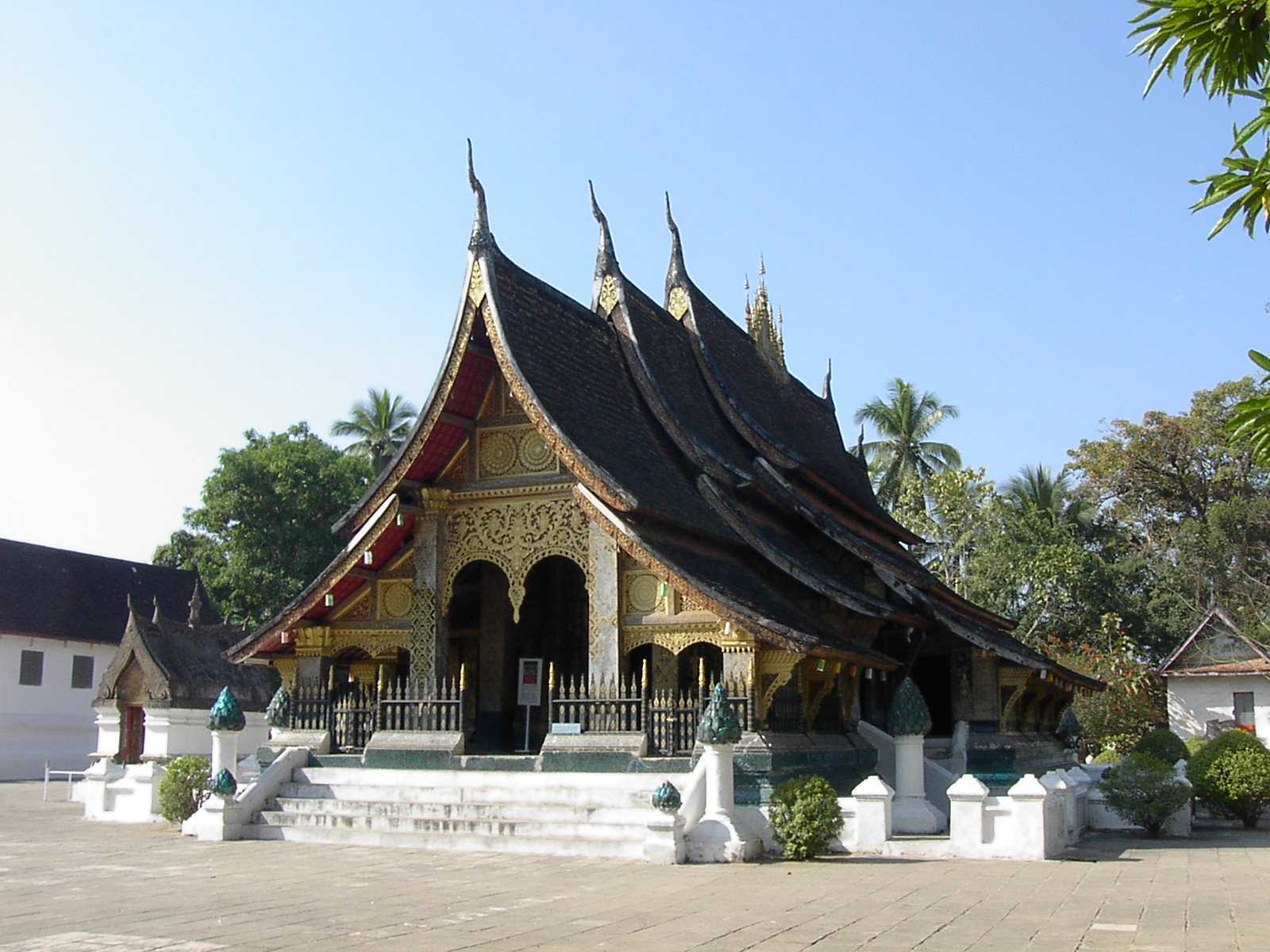